# Haitimuk
Haitimuk is een bestuurslaag in het regentschap Belu van de provincie Oost-Nusa Tenggara, Indonesië. Haitimuk telt 2519 inwoners (volkstelling 2010).